# Callochiton calcatus
Callochiton calcatus é uma espécie de molusco pertencente à família Callochitonidae.
A autoridade científica da espécie é Dell'Angelo & Palazzi, tendo sido descrita no ano de 1994.
Trata-se de uma espécie presente no território português, incluindo a zona económica exclusiva.